# Ист-Галл-Лейк (город, Миннесота)
Ист-Галл-Лейк (англ. East Gull Lake) — город в округе Касс, штат Миннесота, США. На площади 38,4 км² (20,5 км² — суша, 17,9 км² — вода), согласно переписи 2002 года, проживают 978 человек. Плотность населения составляет 47,7 чел./км².
- FIPS-код города — 27-17630[1]
- GNIS-идентификатор — 0643080[2]